# 東急目黒線
目黒線（めぐろせん）は、東京都品川区の目黒駅と神奈川県横浜市港北区の日吉駅を結ぶ東急電鉄の鉄道路線である。路線図や駅ナンバリングで使用される路線カラーは水色、路線記号はMG。
東急電鉄の中では東横線・田園都市線に次ぐ主力路線となっており、また田園調布駅 - 日吉駅間で並走する東横線のバイパス路線としての役割を持つ。

## 概要
目黒駅から武蔵小山駅、大岡山駅、田園調布駅を経て日吉駅へ向かう路線である。現在の東急多摩川線の区間を含む目黒駅 - 蒲田駅間は東急の母体である目黒蒲田電鉄が最初に開業させた路線（目蒲線）であり、東急の創業路線ともいえる。なお、国土交通省鉄道局監修の『鉄道要覧』では田園調布駅 - 日吉駅間は東横線の複々線に含まれるため同区間は東横線に属し、正式な目黒線の区間は目黒駅 - 田園調布駅間となっている。
「目黒線」を名乗っているが、目黒区を走行する区間は短く、同区に所在する駅は洗足駅のみである（大岡山駅は大田区に所在するがホームの一部が目黒区に跨る）。なお、区名と同じ目黒駅は品川区に所在する。当路線は比較的都内でも区境の入り組む地域を走行しており、西小山駅 - 田園調布駅間は1駅毎に所在区が変わる。また、目黒駅 - 西小山駅の各駅は品川区の目黒区界に近い地域を走行しており、西小山駅に至っては駅の北側に沿って通る道路が区界になっている。洗足駅も前後を品川区と大田区に挟まれており、大岡山駅付近を含めても目黒線が目黒区を走行する距離は1kmに満たない。
本路線のほとんどは道路との立体交差化が行われており、踏切がある区間は大岡山駅 - 奥沢駅間の4箇所、奥沢駅 - 田園調布駅間の2箇所の合計6箇所のみとなっている。田園調布駅からは東横線の複々線内側2線を通り、同線と並走して日吉駅に至る。
日吉駅からは東急新横浜線を経由して新横浜駅および相鉄線、目黒駅からは地下鉄線への相互直通運転をそれぞれ行っており、地下鉄線は東京メトロ南北線・埼玉高速鉄道線に乗り入れる系統と都営地下鉄三田線に乗り入れる系統の2種類がある。なお、両系統とも地下鉄線内白金台駅・白金高輪駅までは同一の経路を走行する。東京メトロと都営地下鉄の2つの地下鉄事業者の路線に直接乗り入れるのは関東大手私鉄では目黒線のみである。
営業運転される列車は20m車両6両編成と8両編成である。全駅にホームドアが設置されており、運転士が列車の運転と列車のドアとホームドアの開閉を行うワンマン運転が行われている。車両側には定位置停止装置 (TASC) が搭載されており、駅構内とその手前には、TASCの位置補正用と定位置停止用の地上子が設置されており、駅での停車時には、TASCによるブレーキが列車に掛かるようになっている。その他にも、車両側には、ホームに設置された監視カメラの映像を、ホームの先端側に設置された送信機からミリ波帯の電波で送信して、それを先頭車に搭載された受信機で受信した後、車両側に設置されたモニター画面でそれを見ることができる車上ITV（車上モニター画面）を運転台上部に装備しており、ドアの開閉時の際の監視に使用される。

## 路線データ
- 路線距離：目黒駅 - 日吉駅間 11.9 km（東横線並行区間の田園調布駅 - 日吉駅間 5.4 kmを含む）
- 軌間：1,067 mm
- 複線区間：全線
- 電化区間：全線（直流1,500 V）
- 閉塞方式：車内信号閉塞式 (ATC-P)
- 営業最高速度：110 km/h[1]

## 沿線風景
当路線は地上区間と地下区間が混在する。特に目黒駅 - 大岡山駅間は大半が地下となっている。なお、地上区間である大岡山駅 - 田園調布駅間では踏切が存在する。

### 目黒駅 - 大岡山駅間
東京メトロ、都営地下鉄との共同使用駅でJR山手線と乗り換えできる目黒駅は、1面2線構造の地下駅である。なお、駅名は「目黒」だが、目黒区ではなく品川区に所在する。目黒を発つとすぐに地上に上がり、目黒川を渡って山手通りを跨いで右に大きくカーブすると高架駅（一部堀割構造）の不動前駅へ。ここから大岡山駅まで、元々地上を走っていた区間の地下を走る。また、起伏が激しい地形のため、アップダウンが連続する。列車は2面4線構造の武蔵小山駅に到着する。ここでは上下線ともに緩急接続が行われる。駅を出ると上り勾配となり、左にカーブすると西小山駅へ。前後は激しい勾配で、駅自体も少し傾斜がある。傾斜が終わる辺りで一瞬堀割区間に出て、列車は目黒区に入り目黒線で唯一同区に所在する地下駅の洗足駅へ。末端部で右にカーブをとり、大田区に入る。都道318号（環七通り）を潜り、再び地上へ顔を出す。辺りは高台になっている。閑静な住宅地を横に見て、急な下り勾配に変わって大井町線の上を通り、地下駅2面4線で大井町線との乗換駅である大岡山駅へと進入する。東急病院や東京科学大学の最寄り駅である。なお、駅の途中で再び目黒区へ入る。

### 大岡山駅 - 田園調布駅間
大岡山駅を出ると大井町線と分かれ、呑川に沿った谷状の地形を垂直に通るため、下り勾配となる。東京科学大学の敷地に挟まれた区域を蛇行しながら通り、右手に大井町線緑が丘駅を見て、大岡山1号踏切を過ぎるとすぐ世田谷区に入る。再び台地となり緩やかな上り勾配に変わり、3つの踏切を過ぎて奥沢駅へ。上り線のみ通過線があり、急行列車の通過待ちを行う。右手には元住吉検車区奥沢車庫が見える。都道426号と交差し、もう一つ踏切を過ぎて左に大きくカーブをとり、地下に入って東横線下り線を潜って再び大田区に入って田園調布駅に到着する。

### 田園調布駅 - 日吉駅間
田園調布駅から先は東横線との並走区間となる。多摩川駅で東急多摩川線と分かれて多摩川を渡り、新丸子駅を経て南武線を跨ぐと、南武線・横須賀線・湘南新宿ライン・相鉄・JR直通線との乗換駅である武蔵小杉駅に着く。武蔵小杉駅を出発すると目黒線は東横線の高架線の直下の地上線を進み、目黒線のほかにも元住吉検車区の出入庫列車の一部が走行しつつ、勾配を上って元住吉駅に着く。元住吉駅を出ると矢上川を渡って横浜市港北区に入り、目黒線の終点で東急新横浜線や横浜市営地下鉄グリーンラインと接続する日吉駅に至る。同駅から一部列車が同駅から一部列車が東急新横浜線に乗り入れ、東海道新幹線・横浜線・横浜市営地下鉄ブルーラインとの乗換駅である新横浜駅を経由して相鉄線と直通する。

## 大規模改良工事
目黒線の目黒駅から多摩川駅（旧多摩川園駅）の間は、かつては目蒲線の一部であったが、東横線のバイパス路線として整備して同線の混雑を緩和するため、目蒲線を目黒駅 - 多摩川園駅間と多摩川園駅 - 蒲田駅間に分割し、前者を大規模に改良し、さらに東横線の多摩川 - 日吉を複々線化して前者と接続する工事が行われることになった。

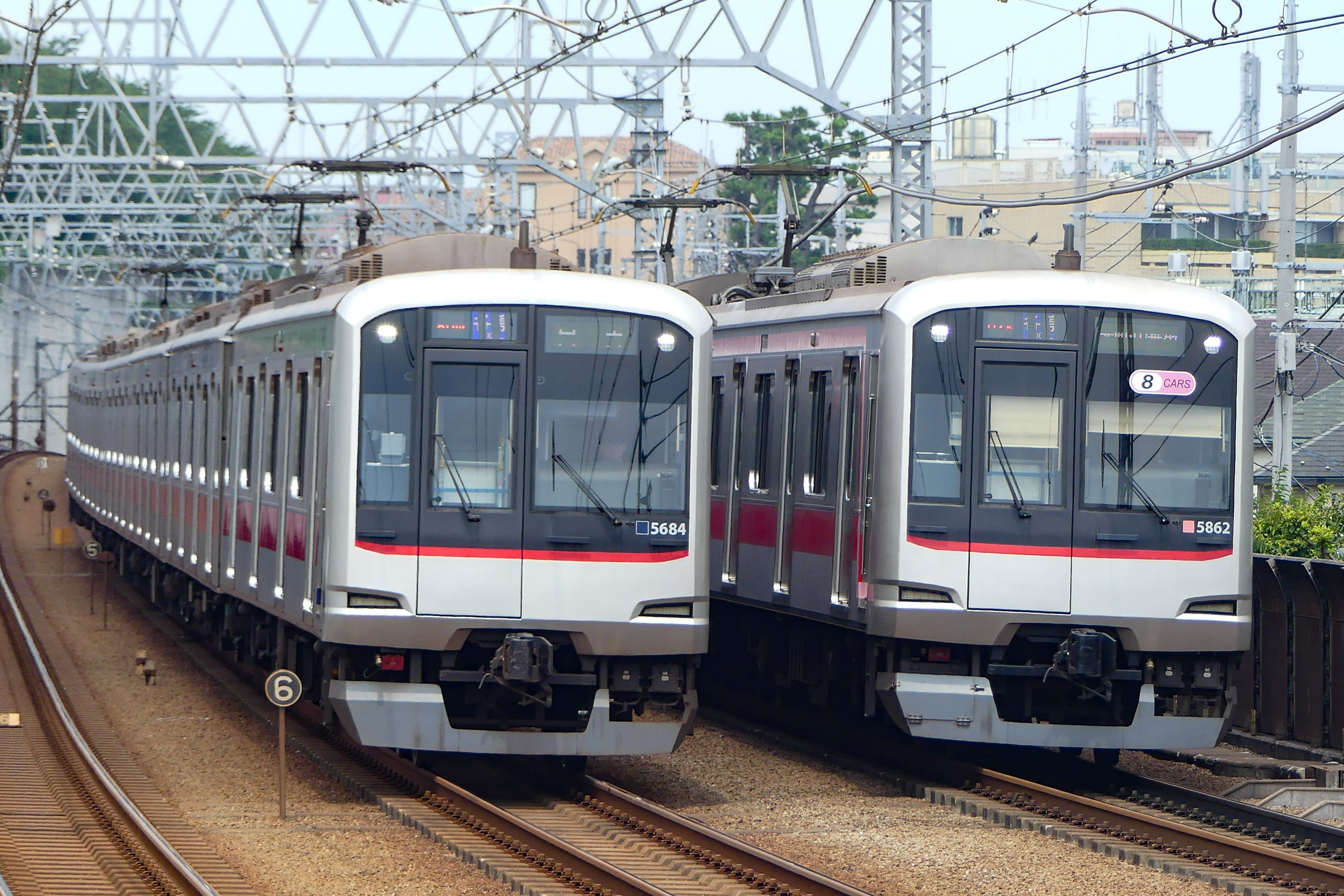
並走する目黒線車両（左）と東横線車両。田園調布駅 - 日吉駅では目黒線は内側2線を使用し、東横線と並走する。

### 目蒲線の分割
東横線複々線化事業に伴い、2000年8月6日に目蒲線を多摩川駅（同日「多摩川園駅」から改称）を境に分割した上で、目黒側の列車が東横線の複々線部分を武蔵小杉駅まで走る「目黒線」となった。一方、多摩川駅 - 蒲田駅間は区間運転化され「東急多摩川線」となった。
同年9月26日からは南北線および三田線との直通運転を開始し、さらに翌2001年3月28日からは埼玉高速鉄道開業および同線と南北線との相互直通運転開始に伴い、本路線も南北線を介して埼玉高速鉄道線との相互直通運転を開始した。この際、東急所属車両が営業運転列車としては初めて埼玉県内を走行することになった。
さらに、不動前駅から洗足駅間の地下化が行われた後、2006年9月25日からは急行運転も開始された。目黒駅から武蔵小杉駅までの日中の所要時間は、各駅停車の17分から短縮され13分である。この急行は、東急では初のワンマン運転を行う優等列車でもある。
2008年6月22日、武蔵小杉駅から日吉駅まで延伸開業した。

### 路線近代化工事
東横線混雑緩和のための目黒線近代化として、目蒲線の分割に先立つ1994年11月27日に田園調布駅を、また1997年6月27日に大岡山駅を地下化した。また、両駅はそれぞれ東横線、大井町線との乗換駅であるが、地下化以前は路線ごとにホームが設けられていたものを、地下化の際に立体交差を用いて方向別のホームとし、東横線、大井町線の同方向の列車と同じホームで乗り換えられるように配線を変更した。
さらに、目蒲線時代は18m車両4両編成で運転されていたのを、目黒線としては20m車両6両編成（将来は8両編成）で運転できるようにホーム改良工事を実施した。それに伴い、奥沢駅の武蔵小杉寄りの留置線も、20m車両6両編成が停車出来るよう延長工事を行った。
また、目黒線としての運行開始と同時にワンマン運転も開始し（当初しばらくは後部に車掌が「案内係」として乗務していたが、ドア開閉などの業務は行なっていない）、各駅にホームドアを設置した。保安装置としてATCとTASCを導入したが、東京メトロ南北線や都営地下鉄三田線とは異なり、地上区間が多く降雨の影響を受けやすいことや、路線上に踏切が設置されていることなどの理由から、ATOは導入されていない。
定位置停止支援装置（TASC）は、乗り入れ先の南北線・三田線で使用しているATOのブレーキ指令部分のみを使用した装置となっている 。そのため、駅発車時の力行操作、駅間の走行制御は運転士がハンドル操作を行い、駅停車時のブレーキ制御は運転士がハンドルをニュートラル位置に保つことで、TASC制御により定位置停止を行う。定位置停止精度は前後35cm以内、TASCブレーキ指令減速度は2.5km/h/sである。

### 連続立体交差化事業
路線近代化と周辺地域の環境改善の一環として、目黒駅から洗足駅までの区間で連続立体交差事業が行われた。
1997年7月27日に地下鉄直通を前に目黒駅を相次いで地下化。1999年10月10日には、不動前駅付近を高架化した。
2006年7月2日には不動前駅 - 洗足駅間が地下化され、武蔵小山駅と西小山駅も地下駅となった。この際、武蔵小山駅はホームを2面4線化し、急行列車の待避が可能となった。

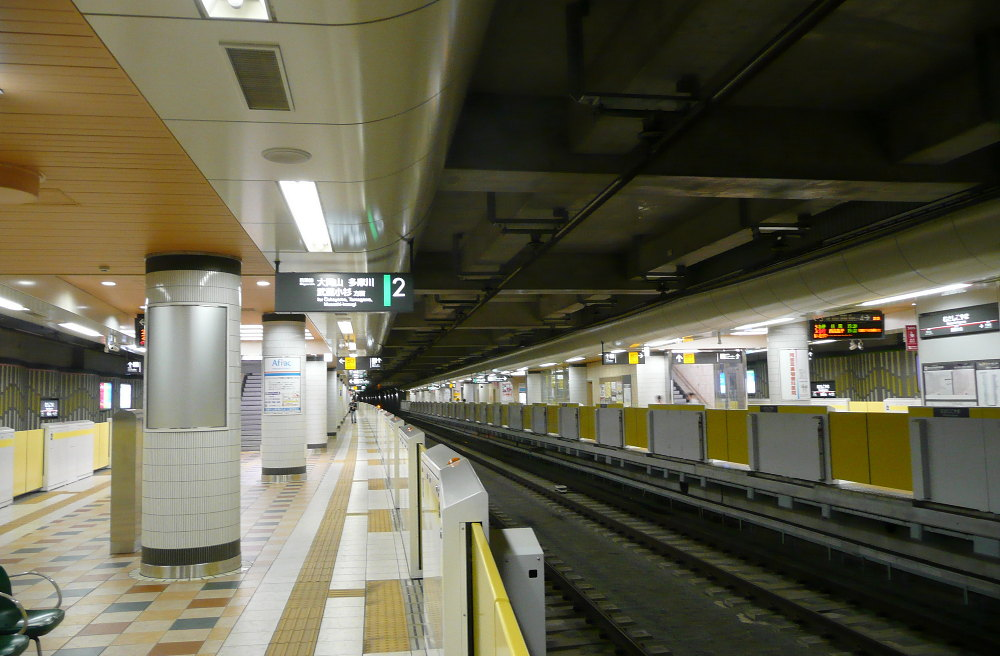
地下化された武蔵小山駅
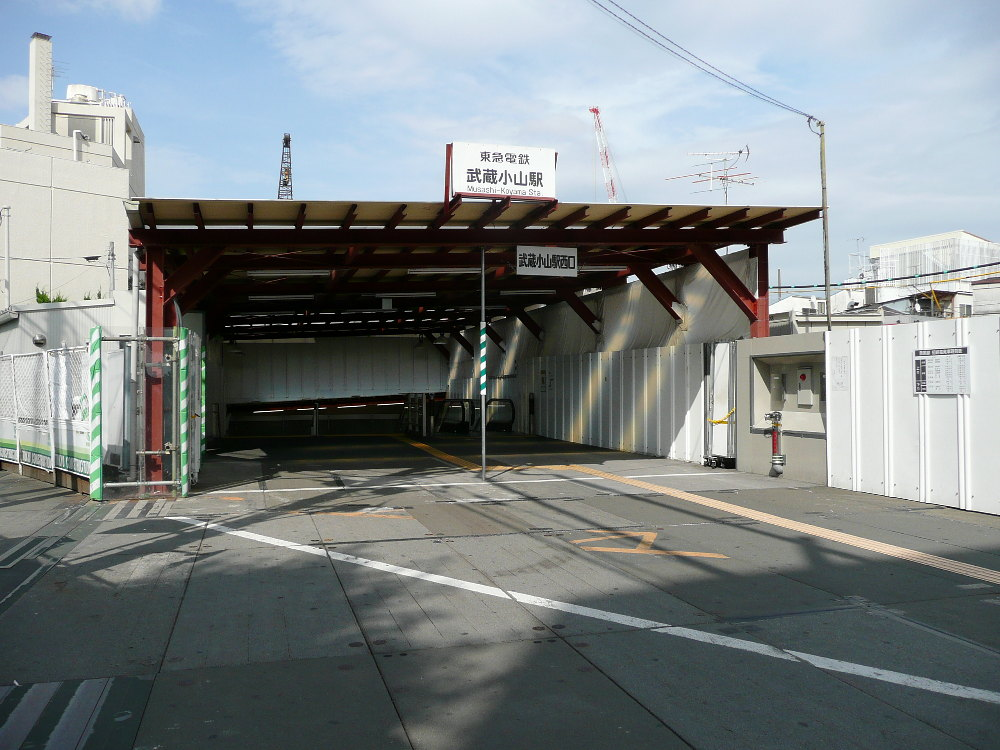
地下化後、関連工事が続く武蔵小山駅の地上部分
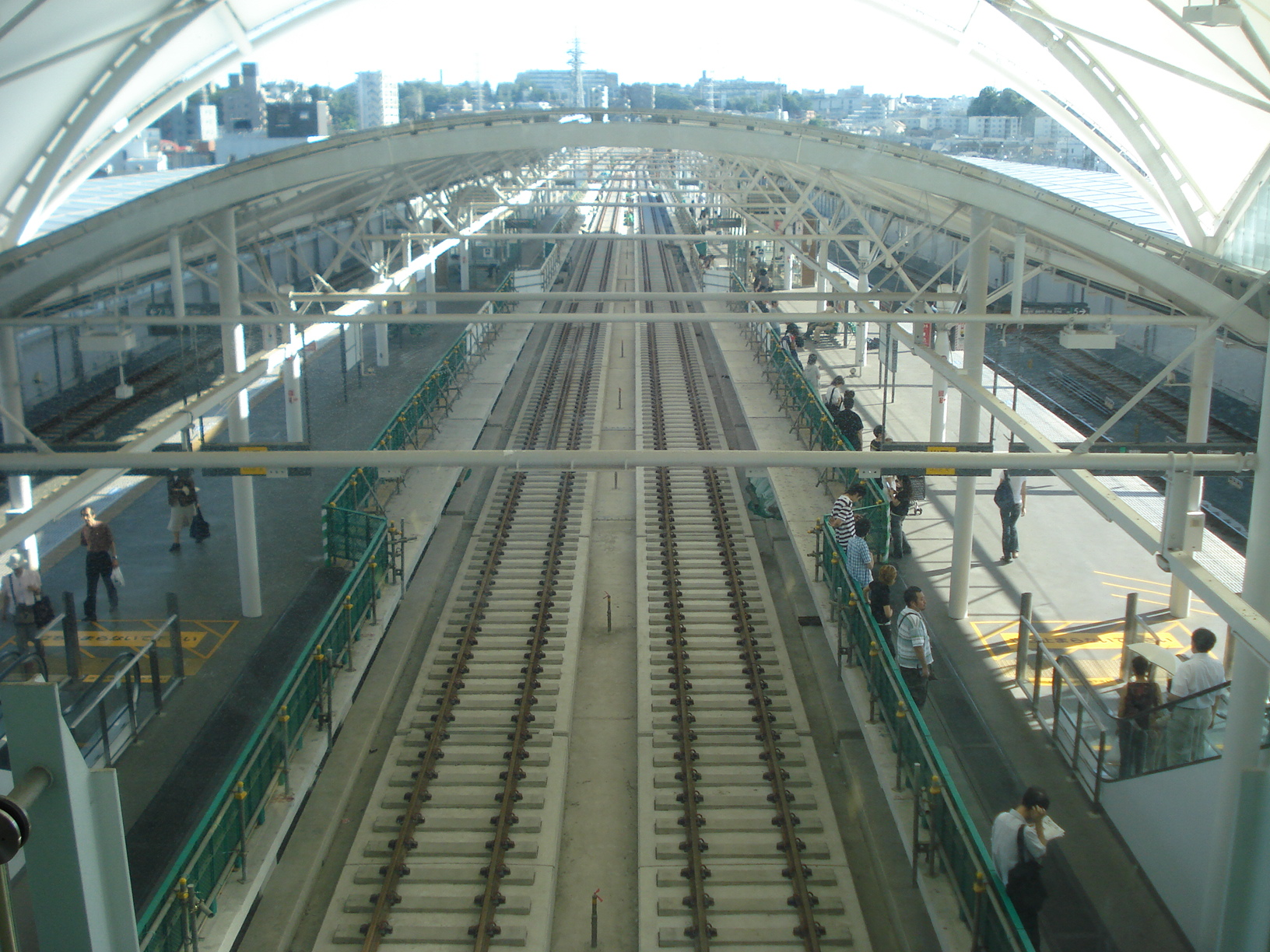
工事が行われていた頃の元住吉駅。現在は中央の2線を目黒線が走行している。

### 東横線複々線化事業
- 多摩川橋梁架替・増設工事（インターネットアーカイブ）
- 新丸子⇔武蔵小杉間線増工事（インターネットアーカイブ）
- 武蔵小杉⇔日吉間線増工事（インターネットアーカイブ）
- 日吉駅改良工事（インターネットアーカイブ）

### 相鉄線との相互直通運転
2023年3月18日から、東急新横浜線が開通し新横浜駅で相鉄新横浜線との相互直通運転を開始した。
平日朝ラッシュ時に各停・急行列車毎時11本のうち5本が新横浜駅始発。日中時間帯は急行列車毎時4本のうち2本が新横浜駅始発で同線を介して相模鉄道へと直通運転を開始した。目黒線からの直通運転は日中時間帯は相鉄本線海老名駅発着で運転されている。一部列車は、相鉄新横浜線西谷駅、相鉄本線二俣川駅（発のみ）・大和駅（着のみ）、いずみ野線湘南台駅発着が設定されている。

### 8両編成化
前述したように、旧目蒲線が分割されて本路線と東急多摩川線が誕生したが、本路線は将来的に現行の20m車両6両編成から同8両編成への増強が計画されており、多くの駅では8両編成の運転を想定した準備工事などがなされている（乗り入れ先の南北線・埼玉高速鉄道線・三田線も同様）。東急は相鉄との直通運転にあわせて目黒線を8両編成とする意向を示し、また車両の増備についての検討も開始した。
2023年3月からの相鉄との直通運転に先立ち、2022年4月1日より8両運転での運転が順次開始され、東急保有の車両については、相鉄との直通運転開始時までに8両編成化された。また、目黒線の直通運転先で相鉄との直通運転が計画されている都営地下鉄三田線については2018年6月に、同じく直通運転先の東京メトロ南北線および埼玉高速鉄道線についても2019年3月に、それぞれ8両編成に増強することを発表している。

## 歴史
田園調布 - 日吉間は「東急東横線」の項を参照。駅の新設・廃止・改称は目黒 - 多摩川間の駅のみ記載する。
- 1923年（大正12年）
  - 3月11日 目黒線として目黒 - 丸子（現・沼部駅）間開業。
  - 10月 目黒不動前駅を不動前駅に改称。
  - 11月1日 丸子 - 蒲田間開業（全通）、目蒲線に改称。
- 1924年（大正13年）6月1日 小山駅を武蔵小山駅に改称。
- 1926年（大正15年）1月1日 調布駅を田園調布駅に、多摩川駅を丸子多摩川駅に改称。
- 1928年（昭和3年）8月1日 西小山駅開業。
- 1931年（昭和6年）1月1日 丸子多摩川駅を多摩川園前駅に改称。
- 1955年（昭和30年）11月5日 架線電圧を600Vから1500Vに昇圧。
- 1965年（昭和40年）洗足駅を環七通りとの立体交差のため地下化。
- 1989年（平成元年）3月18日 この日を以て旧型車両3000系（初代）が運用終了（池上線では3月9日で運用終了、7200系などのステンレスカーを池上線へ転属させ目蒲線に3000系（初代）が集結）。
- 1994年（平成6年）11月27日 田園調布駅地下化[21]。
- 1997年（平成9年）
  - 6月27日 大岡山駅地下化。
  - 7月27日 目黒駅地下化。
- 1999年（平成11年）10月10日 不動前駅付近高架化。
- 2000年（平成12年）
  - 8月6日 目蒲線から目黒 - 田園調布間を分離、目黒線に改称[22]。運行系統上は直通運転する東横線田園調布 - 武蔵小杉間と共に目黒線と呼称、同時に多摩川園駅を多摩川駅に改称、ワンマン運転開始。
  - 9月26日 営団地下鉄（現・東京メトロ）南北線・都営地下鉄三田線との相互直通運転を開始[23]。
    - これに伴うダイヤ改正は9月22日に実施され、9月25日までは「予行運転」の形で新規開業区間（目黒 - 溜池山王・三田間）は回送列車として運転。そのため9月22日より目黒線で営団9000系・都営6300形が、南北線・三田線で3000系（2代）がそれぞれ営業列車に使用開始。
- 2001年（平成13年）3月28日 営団地下鉄南北線を介して埼玉高速鉄道線との相互直通運転を開始[24]。
- 2003年（平成15年）3月13日 5080系の営業運転を開始。
- 2006年（平成18年）
  - 7月2日 不動前 - 洗足間連続立体交差事業に伴い、武蔵小山駅・西小山駅地下化。
  - 9月25日 全線で急行列車の運転開始[25][26]。平日朝ラッシュ時の運行本数は各駅停車17本から急行7本・各駅停車14本の21本に増発した[26]。
    - 昼間時間帯は1時間あたり10本に急行を1時間2本（30分間隔）増発した[26]。直通運転先と運行本数が合わなくなることから、目黒駅折り返しの各駅停車が1時間2本（30分間隔）運転された[26]。
- 2008年（平成20年）6月22日 目黒線武蔵小杉 - 日吉間2.8km延長[27][28]。平日朝ラッシュ時の運行本数は急行10本・各駅停車14本の24本（急行を3本増発）に増発した[28]。日中において、目黒行の各駅停車を地下鉄線直通の急行に変更し、これに伴い急行の運転間隔を1時間2本（30分間隔）から4本（15分間隔）に増発したほか、同時間帯の全列車が地下鉄線直通となった[27]。
- 2011年（平成23年）
  - 3月14日 同月11日に発生した東北地方太平洋沖地震の影響による電力供給逼迫のため、東京電力が輪番停電（計画停電）を実施。これに伴い、この日から急行運転が休止される。
  - 4月25日 急行運転が平日ラッシュ時のみ再開される。
  - 7月2日 土休日のダイヤが平常に戻り、急行運転が全面的に再開される。
- 2012年（平成24年）2月 目黒線を含む東急全線で駅ナンバリングを導入。目黒線の路線記号は「MG」。
- 2019年（平成31年・令和元年） 
  - 時期不明 平日朝（7:30-9:00頃）の武蔵小山駅での待避方法を交互発着に変更。これは待避線に次の各停を入線させると入線に時間がかかることから遅延防止のため、主本線で急行を待避する各停が設定される。
  - 11月22日 3020系の営業運転を開始。
- 2020年（令和2年）3月14日 奥沢駅工事に伴い、ダイヤ改正で奥沢行最終列車を大岡山駅まで延長。
- 2022年（令和4年）
  - 1月27日 相鉄新横浜線との相互直通運転を決定[29]。
  - 3月12日 奥沢駅の待避設備を供用開始[30]。
  - 4月1日 東急車による8両編成の運行を開始。この時点では南北線系統のみで運転[17][31]。
  - 5月15日 都営6500形による8両編成の運行を開始[32][33]。
  - 9月 目黒線の発車サイン音を2023年3月中までに更新[34]。
  - 10月16日 デジタル無線の使用開始。
- 2023年（令和5年）
  - 3月18日 同日開業した東急新横浜線を経由して相鉄新横浜線・相鉄本線・相鉄いずみ野線との相互直通運転を開始[8][9]。武蔵小山駅始発日吉行の列車が設定される[35]。相鉄21000系による8両編成の運行を開始。
  - 12月18日 東京メトロ9000系による8両編成の運行を開始[36]。
- 2024年（令和6年）
  - 1月20日 東急新横浜線を含む日吉駅での列車停止位置を新横浜駅側へ変更[37]。
  - 3月16日 ダイヤ改正で目黒線内の一部列車が東急新横浜線新横浜駅まで延長運転し、早朝と日中の運行本数を増発[38]。

## 使用車両

### 自社車両
目蒲線時代は池上線同様、初代3000系や初代5000系が最後まで使用され、近代化が立ち遅れた路線だった。
- 3020系（8両編成） [15] - 6020系をベースにした車両で、2019年11月下旬に運用を開始した。
- 5080系（8両編成）
- 3000系（8両編成）

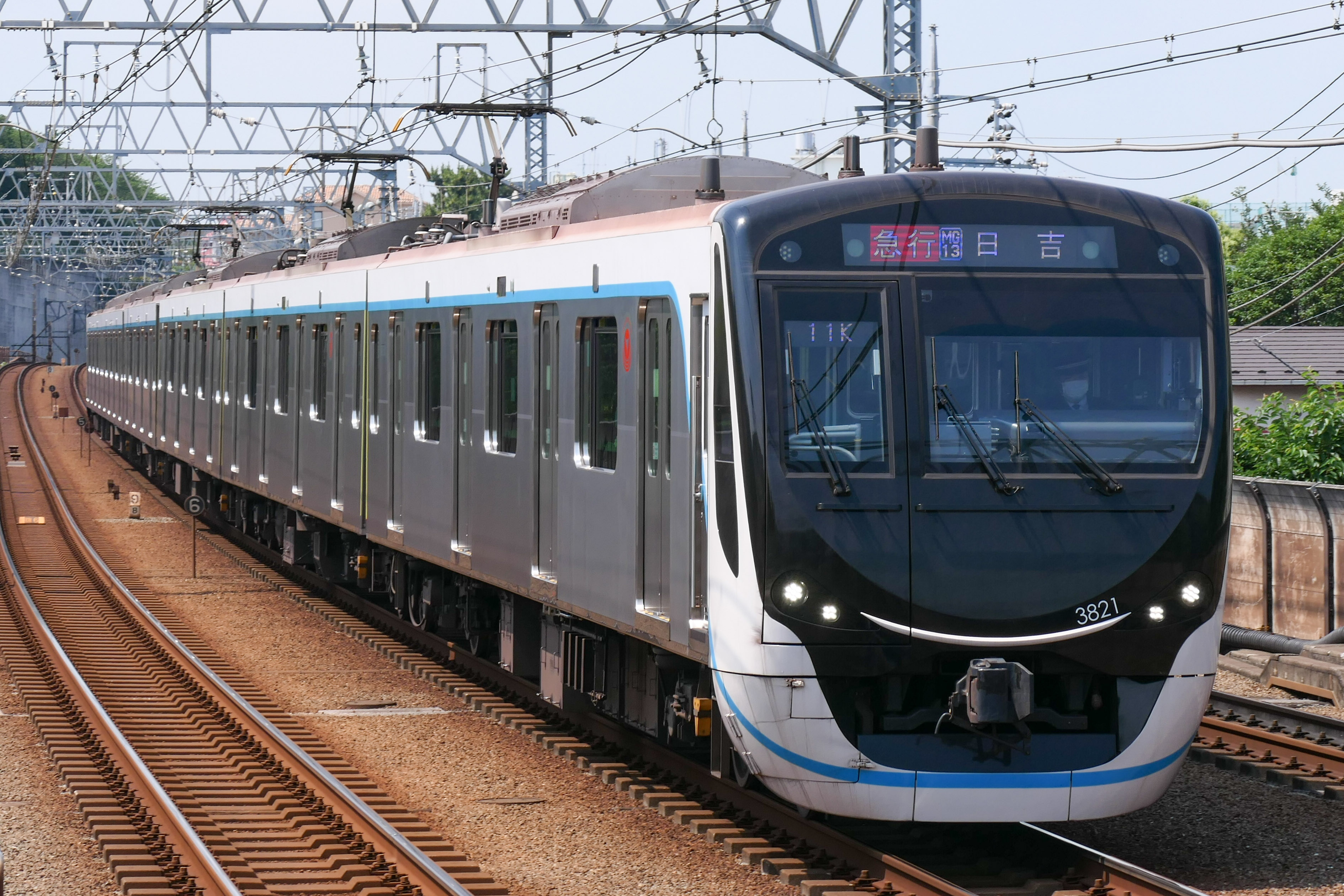
3020系
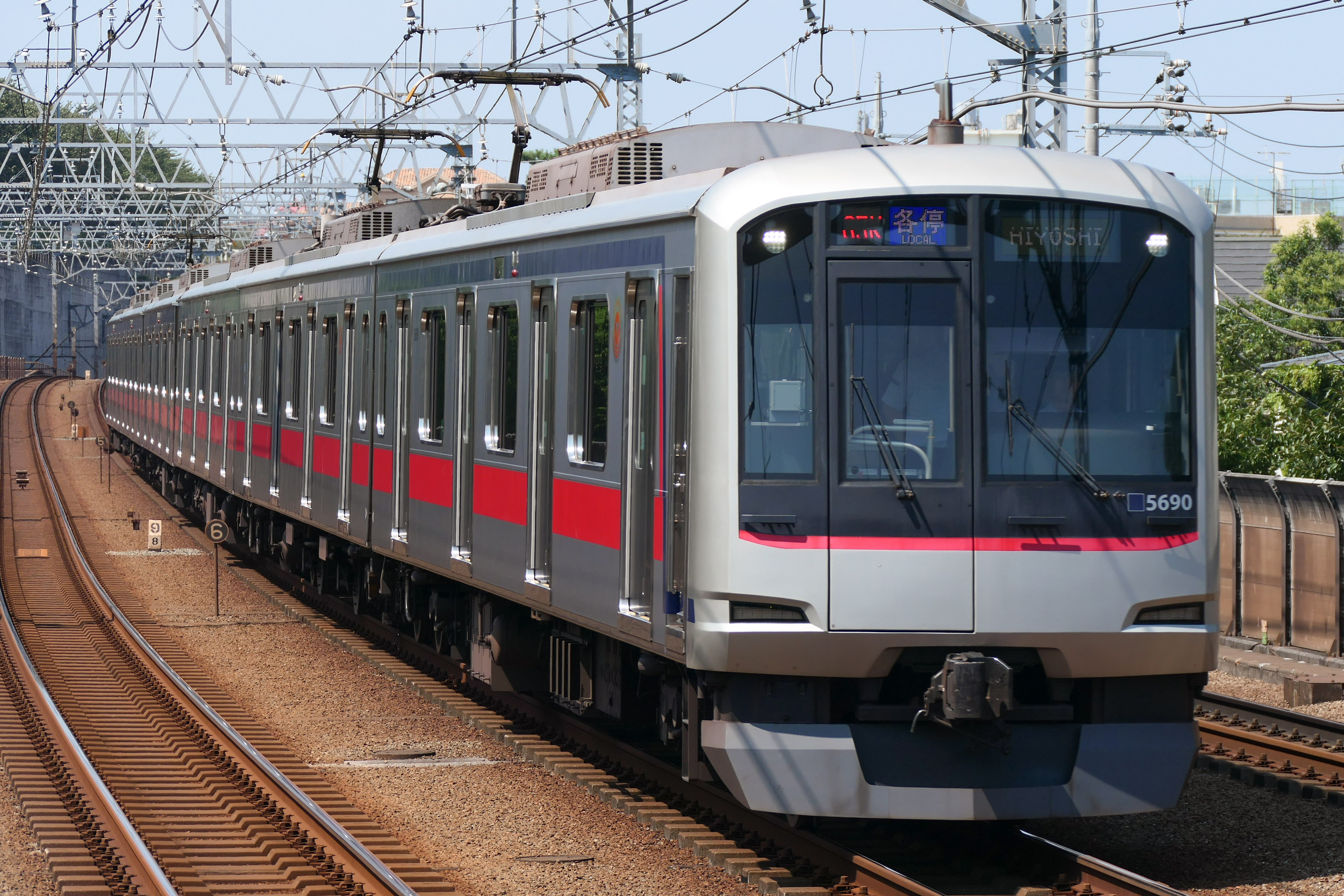
5080系
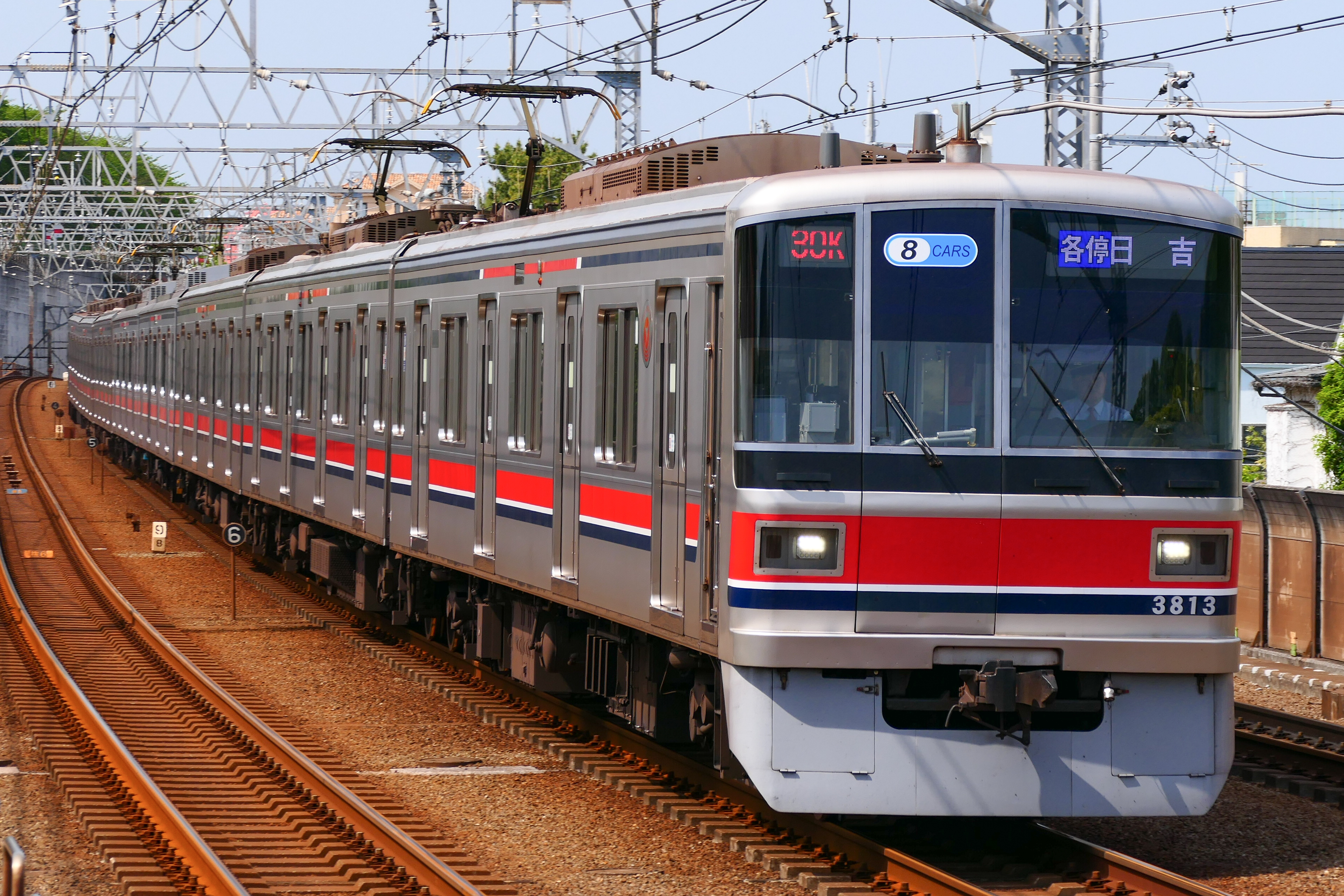
3000系

### 乗り入れ車両

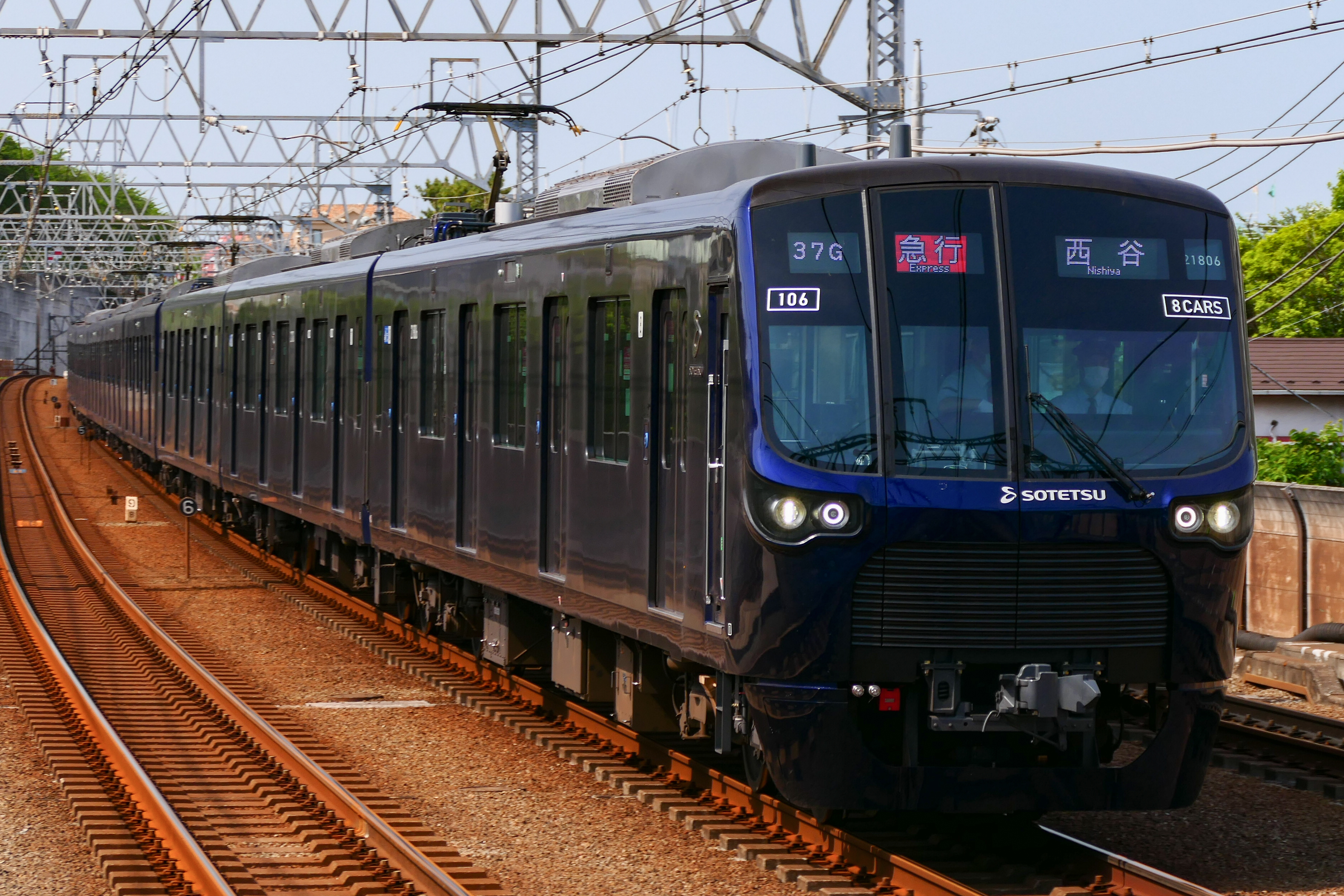
21000系

東京メトロ

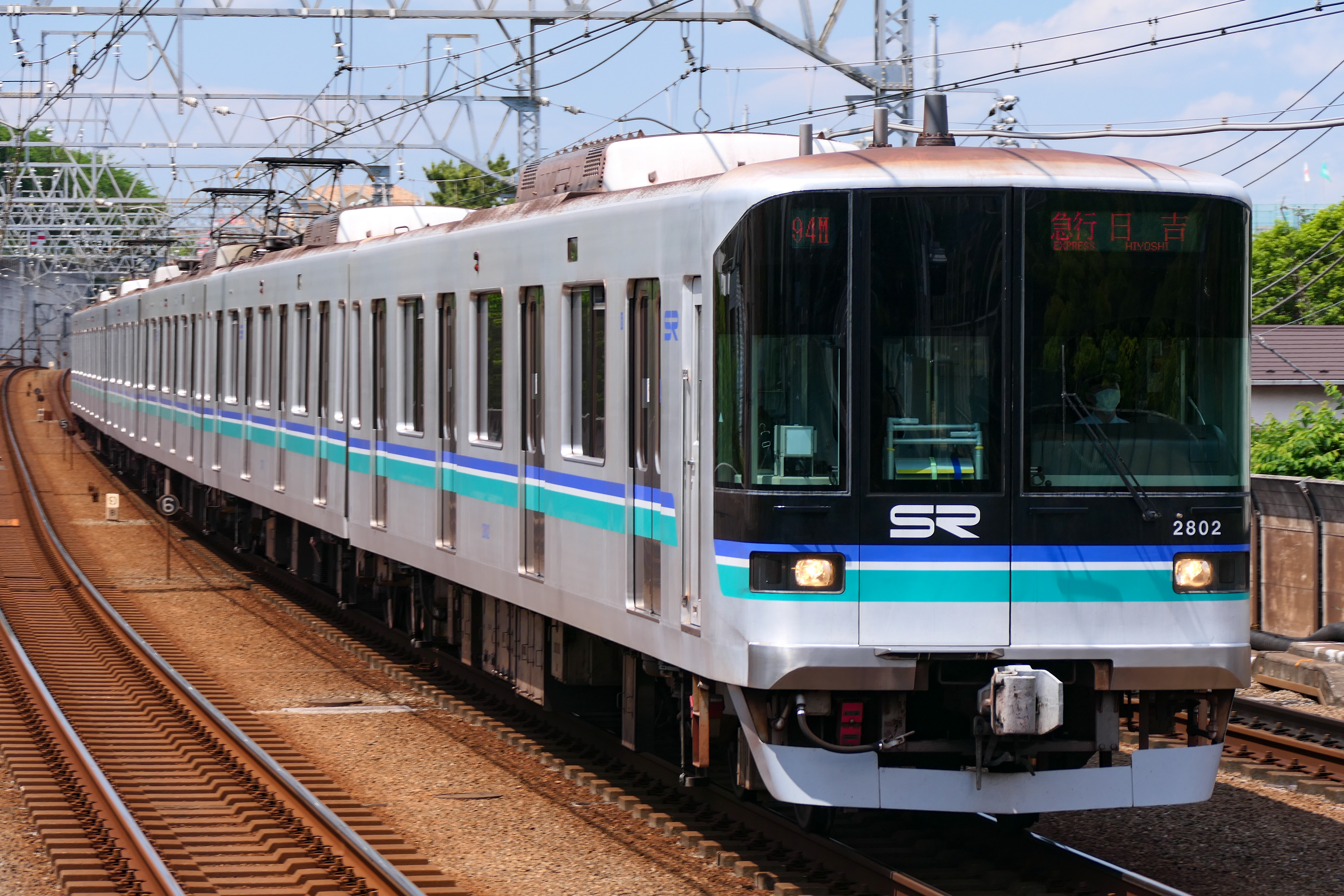
9000系（6・8両編成）

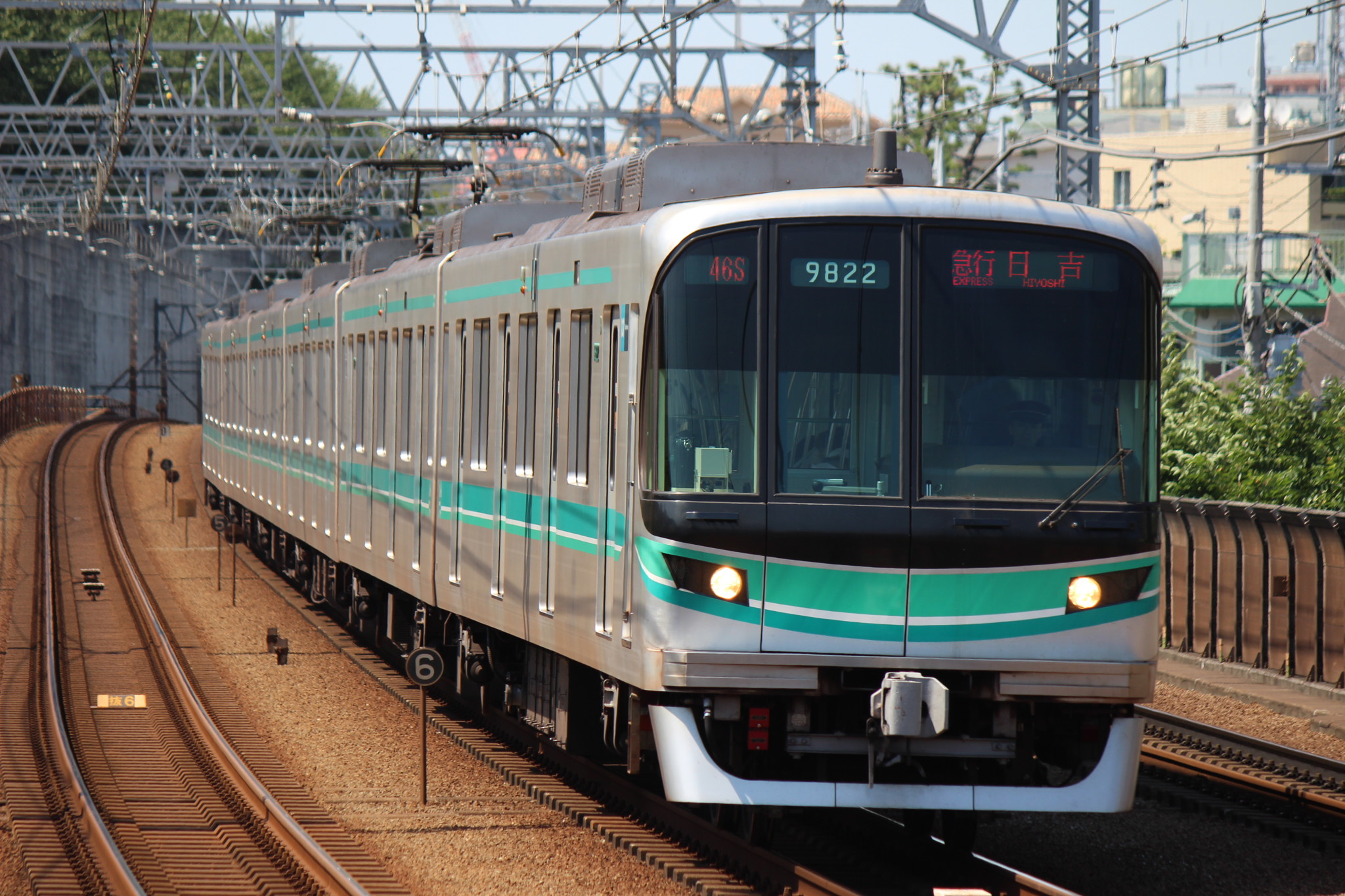
9000系（5次車）
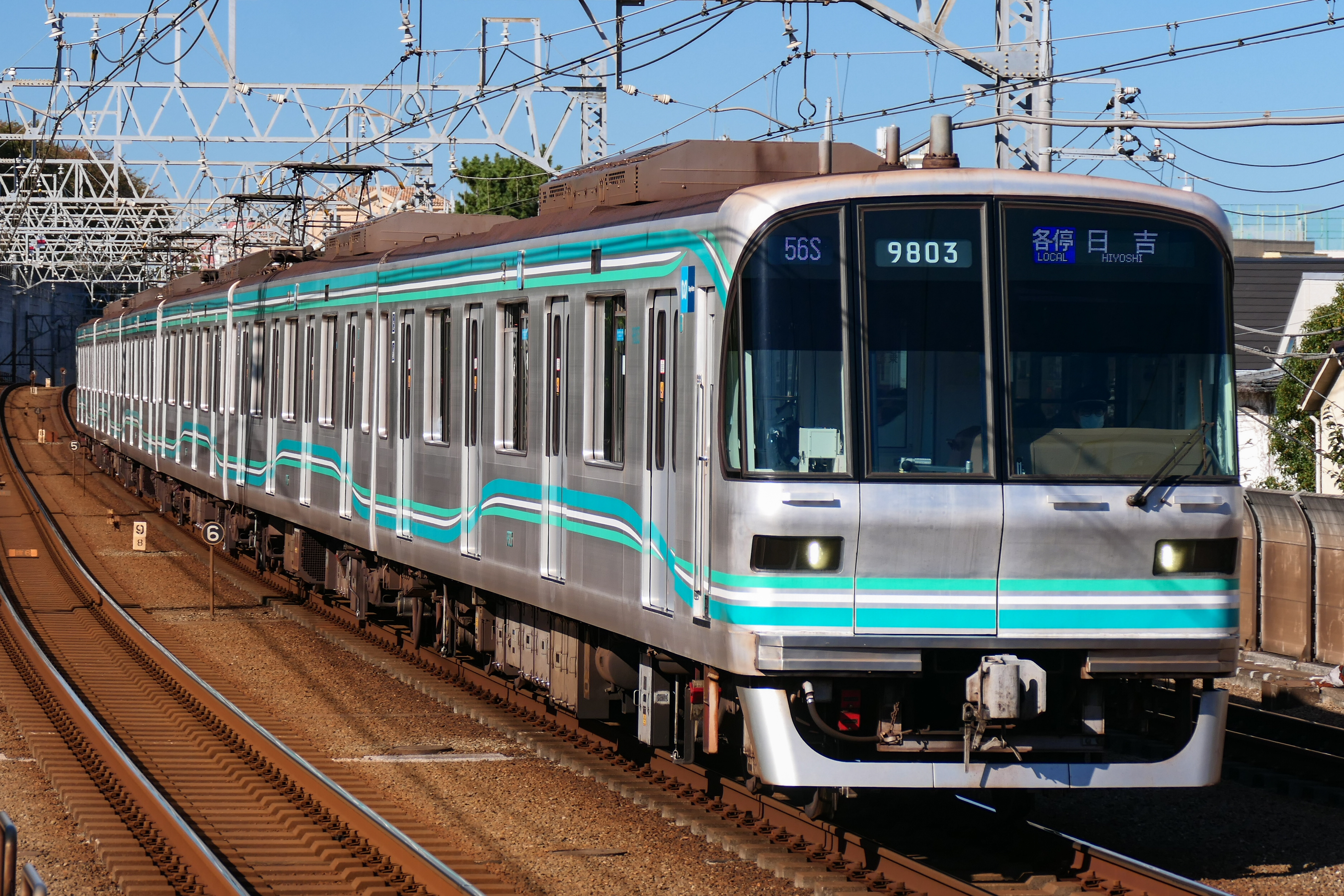
9000系（1 - 4次車、B修工事施工車）
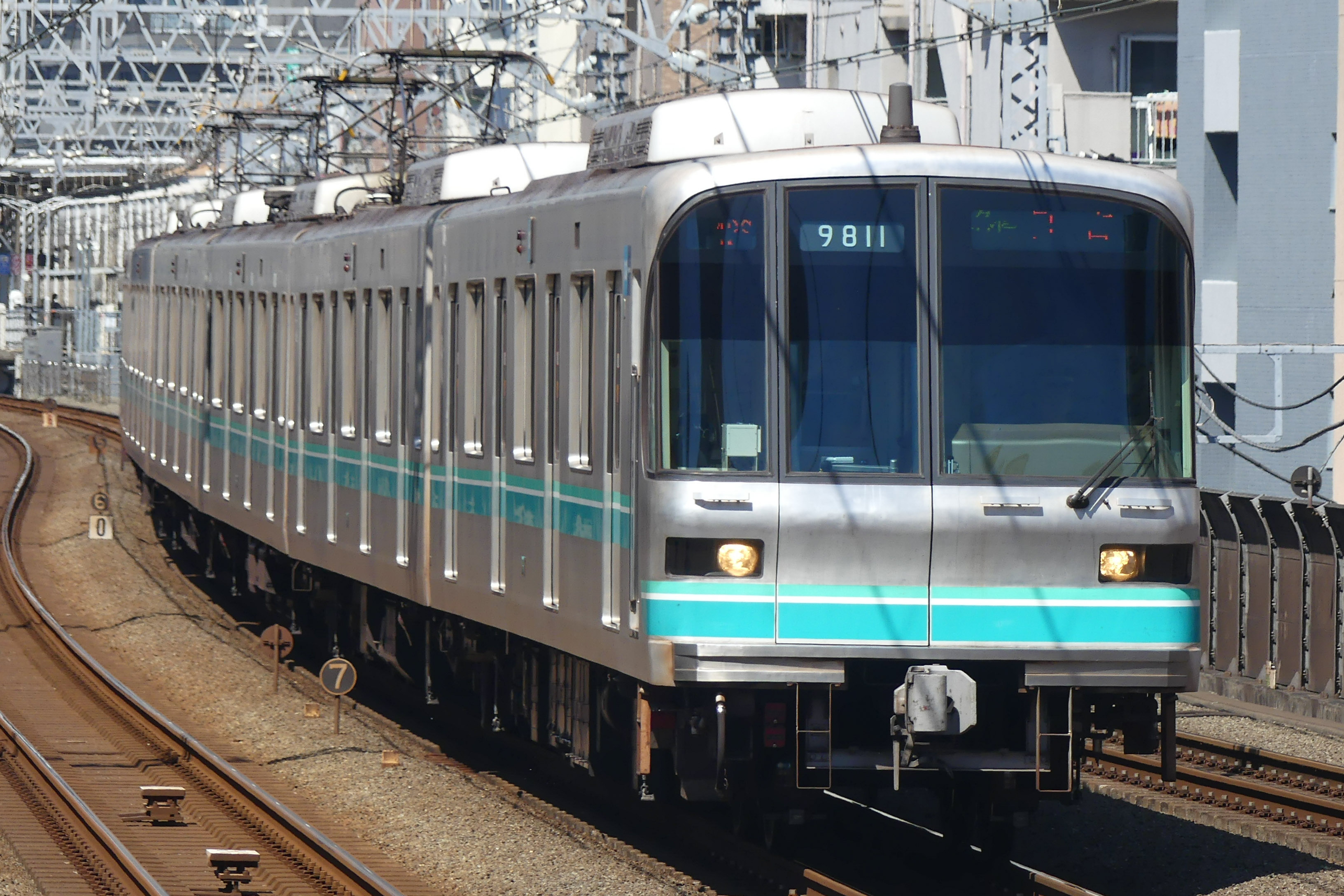
9000系（1 - 4次車）

東京都交通局
- 6500形（8両編成） 
- 6300形（6両編成）

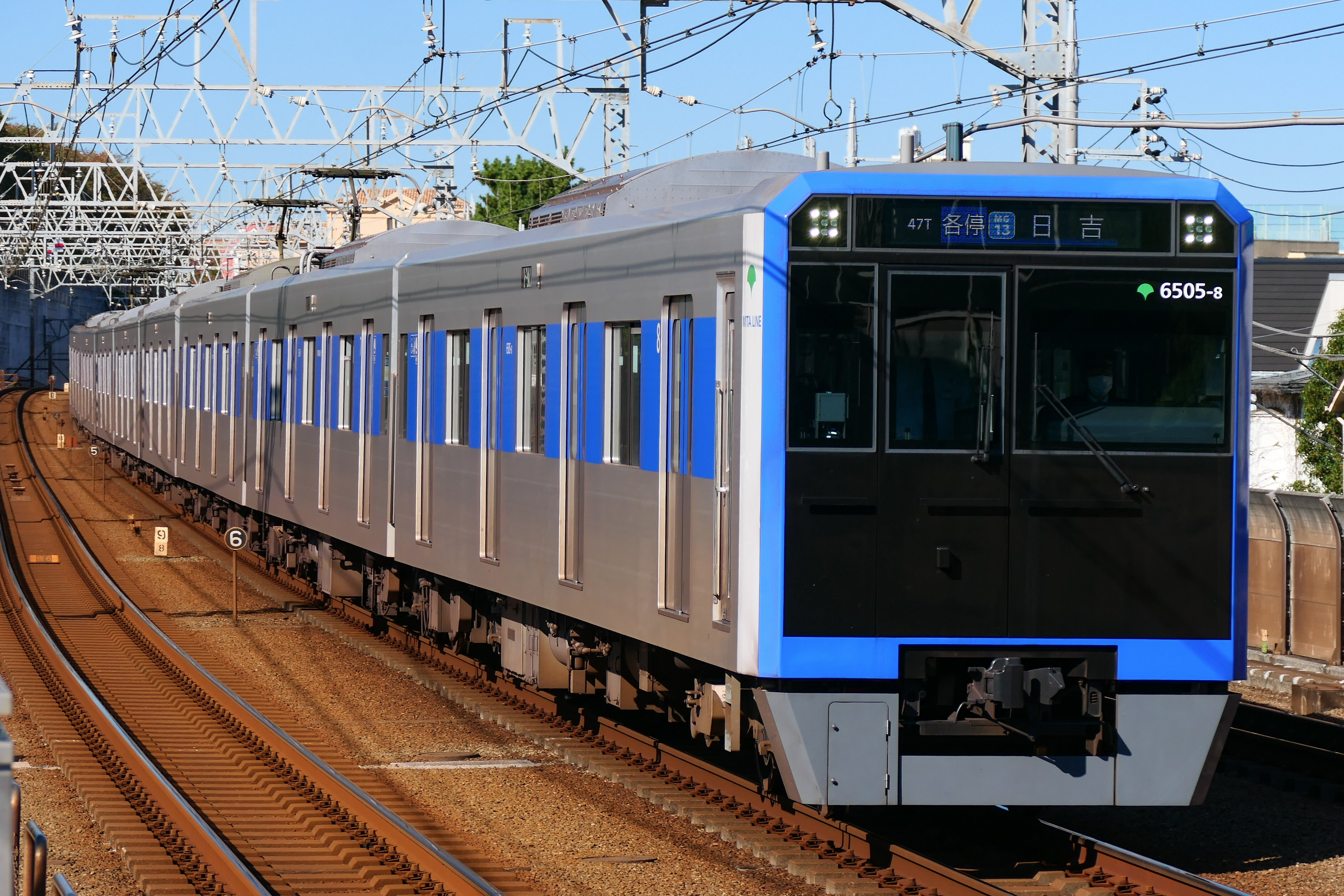
6500形
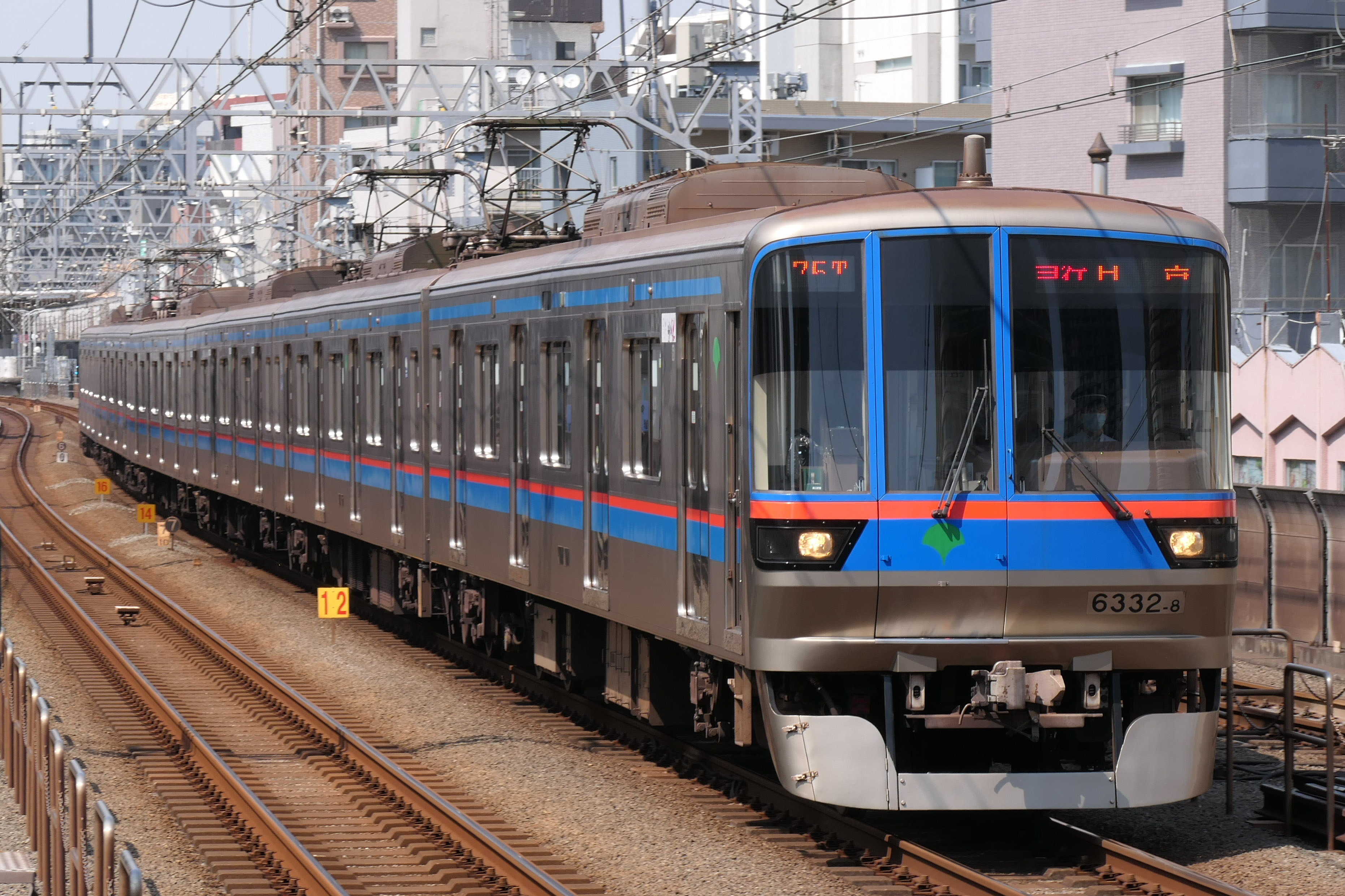
6300形

埼玉高速鉄道
- 2000系（6両編成）

- 2000系

相模鉄道
- 21000系（8両編成）

- 21000系

### 列車番号と車両運用
どの列車がどの車両で運転されるかは列車番号末尾のアルファベットにより区別しており、「K」が東急の車両（01K - 48K）、「T」が都営地下鉄の車両（21T - 89Tの奇数番号）、「S」が東京メトロの車両（30S - 70Sの偶数番号）、「M」が埼玉高速鉄道の車両（80M - 96Mの偶数番号）、「G」が相鉄の車両（31G - 43G）となっている。列車番号は『MY LINE 東京時刻表』（交通新聞社）の列車番号欄にも掲載されている。
また、6桁の数字で表記されている目黒線内の列車番号では上1桁が車両の所属元を表し、2が東急の車両、3が東京メトロの車両、4が都営地下鉄の車両、5が埼玉高速鉄道の車両、6が相鉄の車両となっている。次の上2桁が運用番号を表す（例えば「01K」の場合は目黒線内は「201」となる）。
従来は三田線運用と南北線・埼玉高速鉄道線運用とで別々に組まれていたが、2023年3月18日改正以降は相鉄線内での折り返しで番号を切り替えて両方に乗り入れる運用も設定されており、奇数番号と奇数番号＋1の偶数番号（例：01Kと02K）が同一車両で運転されている。そのことから一部の運用番号が欠番となっている。
各事業者間の走行距離調整の関係上、東急車及び相鉄車は目黒線に乗り入れない列車（白金高輪折り返しなど）や、東急車は乗り入れ区間外となる相鉄本線の西谷駅 - 横浜駅間でも使用されている（後者は東横線車両とともに運用）。

## 列車種別
| 種別＼駅名 | 種別＼駅名 | 南北線・ 埼玉スタジアム線・ 三田線直通 | 目黒 | …   | 日吉 | 東急新横浜線・ 相鉄線直通 |
| ---------- | ---------- | -------------------------------------- | ---- | --- | ---- | ------------------------- |
| 運行 本数  | 急行       | ←浦和美園                              | 1本  | 1本 | 1本  | 新横浜→                   |
| 運行 本数  | 急行       | ←赤羽岩淵                              | 1本  | 1本 | 1本  | 新横浜→                   |
| 運行 本数  | 急行       | ←西高島平                              | 2本  | 2本 | 2本  | 海老名→                   |
| 運行 本数  | 各停       | ←浦和美園                              | 1本  | 1本 | 1本  | 新横浜→                   |
| 運行 本数  | 各停       | ←浦和美園                              | 1本  | 1本 | 1本  | （日吉折り返し）          |
| 運行 本数  | 各停       | ←赤羽岩淵                              | 1本  | 1本 | 1本  | 新横浜→                   |
| 運行 本数  | 各停       | ←赤羽岩淵                              | 1本  | 1本 | 1本  | （日吉折り返し）          |
| 運行 本数  | 各停       | ←西高島平                              | 4本  | 4本 | 4本  | （日吉折り返し）          |

急行と各駅停車が運行されている。

### 急行
所要時間は目黒駅 - 日吉駅間で最短16分。日中は1時間に4本運転されており、このうち1本が新横浜駅 - 埼玉高速鉄道線浦和美園駅間、1本が新横浜駅 - 南北線赤羽岩淵駅間、2本が相鉄線・海老名駅 - 都営三田線西高島平駅間の運転となる。2018年3月30日のダイヤ改正後は鳩ヶ谷駅発着の一部列車が赤羽岩淵駅発着となる。線内のみの列車は設定されておらず、すべて東京メトロ南北線・都営地下鉄三田線に直通する。以前はほぼ全列車が武蔵小山駅で各駅停車と接続していたが、2023年3月18日改正で平日朝の上りは原則として奥沢駅での追い抜きに変更された（一部列車は両方とも行い各駅停車を2本追い抜く）。大半の列車は相鉄線内または新横浜駅発着だが、朝夕の一部列車は日吉駅、武蔵小杉駅発着となる。その他にも三田線高島平駅発着の列車や、南北線王子神谷行きの列車が設定されている。なお、乗り入れ先の南北線、埼玉高速鉄道線、三田線は目黒方面のみ「急行」表示を行い、浦和美園・西高島平方面では「各停」または「各駅停車」表示となる。
以前は日中の急行は武蔵小杉駅にて東横線の特急列車に接続（日吉行き⇔元町・中華街方面、目黒方面⇔渋谷方面でそれぞれ接続）していた。これにより、目黒方面と元町・中華街方面との連絡の利便性が考慮されていたほか、特急の停車しない日吉駅から東横線渋谷方面、同じく特急の停車しない田園調布駅・多摩川駅から東横線元町・中華街方面への速達列車利用機会を補完する面も兼ねていた。ただし接続列車としては正式に案内しておらず、どちらかが遅れると接続を行わないこともあった。その後、2013年3月16日ダイヤ改正より、東横線と目黒線の並走区間において、到着時刻を意図的にずらすこととなったため、現在は東横特急（Fライナー）と目黒線急行の接続はしなくなっているほか、白金高輪駅での始発終着列車との接続列車にもなっていない。
基本的に赤色で表記される。

#### みなとみらい号
2004年より特定日に、浦和美園駅と高島平駅より元町・中華街駅までの臨時列車「みなとみらい号」が運行されていた。2006年8月運転分までは、東横線とみなとみらい線内のみが急行運転だったが、同年12月運転分から目黒線内も急行運転に変更された。2012年以降は設定されていない。
2006年8月運転分までは終点の武蔵小杉駅で東横線への転線を行っていたが、同年12月運転分からは武蔵小杉駅 - 日吉駅間の複々線（高架）化工事の影響で武蔵小杉駅からの転線ができなくなったため、田園調布駅での転線となった。その後目黒線が日吉駅に延長した2008年7月運転分より日吉駅での転線に変更となったものの、2011年の運転では再び田園調布駅での転線に変更した。

### 各停
乗り入れ先を含めた各駅に停車する。一部列車は武蔵小山駅で急行と接続するほか、奥沢待避列車もある。終日において日吉駅から南北線・三田線に直通（南北線直通のうち毎時2本は新横浜駅発着）するが、ラッシュ時間帯は新横浜駅発着列車および相鉄線直通列車が、早朝と夜間を中心に奥沢駅・武蔵小杉駅発着区間列車が数本それぞれ設定されており、一部列車は目黒駅 - 日吉駅間のみ運転の線内折り返しとなる。東急新横浜線開業と同時に早朝に武蔵小山駅始発の日吉方面が設定された。また、新横浜駅周辺の日産スタジアムや横浜アリーナでの大規模イベント開催時には三田線系統を中心に新横浜駅まで延長運転される。
「みなとみらい号」は、2006年8月運転分まで各駅停車で運転していた。
フルカラーLEDは青色、3色LEDは緑色で表記される。

## 利用状況
2020年度の朝ラッシュ時の最混雑区間は不動前駅 → 目黒駅間で、ピーク時（7:50 - 8:50）の混雑率は126%である。
1989年度に4両編成となってから混雑率は150%を下回り、1999年度まで輸送量は減少傾向が続いた。2000年度に目蒲線から目黒線へ分離し、南北線・三田線との直通運転を開始してから輸送人員が増加した。
近年の輸送実績を下表に記す。表中、最高値を赤色で、最高値を記録した年度以降の最低値を青色で、最高値を記録した年度以前の最低値を緑色で表記している。
| 年度               | 両数×運転本数 | 輸送力：人 | 輸送量：人 | 混雑率：% | 1両平均定員 | 備考 |
| ------------------ | ------------- | ---------- | ---------- | --------- | ----------- | --- |
| 1955年（昭和30年） | 中型3両×17    | 6,630      | 11,572     | 175       | 134         | 目蒲線 |
| 1965年（昭和40年） | 中型3両×20    | 7,800      | 16,103     | 206       | 130         | |
| 1970年（昭和45年） | 中型3両×24    | 8,690      | 14,173     | 173       | 121         | |
| 1975年（昭和50年） | 中型3両×23    | 7,521      | 13,923     | 185       | 109         | |
| 1980年（昭和55年） | 中型3両×24    | 7,848      | 13,342     | 170       | 109         | |
| 1985年（昭和60年） | 中型3両×23    | 7,935      | 12,951     | 163       | 115         | |
| 1986年（昭和61年） | 中型3両×23    | 7,935      | 13,549     | 171       | 115         | |
| 1987年（昭和62年） | 中型3両×23    | 7,935      | 13,422     | 169       | 115         | |
| 1988年（昭和63年） | 中型3両×23    | 7,935      | 13,210     | 166       | 115         | |
| 1989年（平成元年） | 中型4両×19    | 9,424      | 12,964     | 138       | 124         | オールステンレス車両化・4両編成化                                                                                |
| 1990年（平成2年）  | 中型4両×19    | 9,424      | 13,231     | 140       | 124         | |
| 1991年（平成3年）  | 中型4両×19    | 9,424      | 13,423     | 142       | 124         | |
| 1992年（平成4年）  | 中型4両×19    | 9,424      | 13,657     | 145       | 124         | |
| 1993年（平成5年）  | 中型4両×19    | 9,424      | 12,664     | 134       | 124         | |
| 1994年（平成6年）  | 中型4両×19    | 9,424      | 12,003     | 127       | 124         | |
| 1995年（平成7年）  | 中型4両×19    | 9,424      | 11,664     | 124       | 124         | |
| 1996年（平成8年）  | 中型4両×19    | 9,424      | 11,664     | 124       | 124         | |
| 1997年（平成9年）  | 中型4両×19    | 9,424      | 10,934     | 116       | 124         | |
| 1998年（平成10年） | 中型4両×19    | 9,424      | 10,874     | 115       | 124         | |
| 1999年（平成11年） | 中型4両×19    | 9,424      | 10,245     | 109       | 124         | |
| 2000年（平成12年） | 大型6両×15    | 12,720     | 17,691     | 139       | 141         | 8月6日、目黒線開業・6両編成化（9月26日、南北線・三田線と直通運転開始。 2001年3月28日埼玉高速鉄道と直通運転開始） |
| 2001年（平成13年） | 大型6両×15    | 13,290     | 21,369     | 161       | 148         | |
| 2002年（平成14年） | 大型6両×15    | 13,290     | 22,031     | 166       | 148         | |
| 2003年（平成15年） | 大型6両×17    | 15,062     | 22,695     | 151       | 148         | |
| 2004年（平成16年） | 大型6両×17    | 15,062     | 23,495     | 156       | 148         | |
| 2005年（平成17年） | 大型6両×17    | 15,062     | 23,662     | 157       | 148         | |
| 2006年（平成18年） | 大型6両×21    | 18,606     | 27,316     | 147       | 148         | 9月25日、急行運転開始                                                                                            |
| 2007年（平成19年） | 大型6両×21    | 18,606     | 29,417     | 158       | 148         | 2008年3月30日、横浜市営地下鉄グリーンライン開業                                                                  |
| 2008年（平成20年） | 大型6両×24    | 21,264     | 33,581     | 158       | 148         | 6月22日、武蔵小杉 - 日吉間開業                                                                                   |
| 2009年（平成21年） | 大型6両×24    | 21,264     | 34,895     | 164       | 148         | |
| 2010年（平成22年） | 大型6両×24    | 21,264     | 33,677     | 158       | 148         | |
| 2011年（平成23年） | 大型6両×24    | 21,264     | 33,179     | 156       | 148         | |
| 2012年（平成24年） | 大型6両×24    | 21,264     | 32,873     | 155       | 148         | 2013年3月16日、東横線渋谷駅が地下化、副都心線と直通運転開始                                                      |
| 2013年（平成25年） | 大型6両×24    | 21,264     | 33,220     | 156       | 148         | |
| 2014年（平成26年） | 大型6両×24    | 21,264     | 34,196     | 161       | 148         | |
| 2015年（平成27年） | 大型6両×24    | 21,264     | 35,252     | 162       | 148         | |
| 2016年（平成28年） | 大型6両×24    | 21,264     | 36,193     | 170       | 148         | |
| 2017年（平成29年） | 大型6両×24    | 21,264     | 36,265     | 171       | 148         | |
| 2018年（平成30年） | 大型6両×24    | 21,264     | 36,946     | 174       | 148         | |
| 2019年（令和元年） | 大型6両×24    | 21,264     | 37,766     | 178       | 148         | |
| 2020年（令和2年）  | 大型6両×24    | 21,264     | 26,757     | 126       | 148         | |

## 駅一覧
田園調布駅 - 日吉駅間の複々線区間で並走している東横線の停車駅などについては「東横線」を参照。日吉駅 - 新横浜駅間の東急新横浜線の停車駅などについては「東急新横浜線」を参照。
- 色はステーションカラーを表す。
- 接続路線の () 内の英数字はその路線の駅番号を表す。
- 停車駅 … ●：停車、｜：通過
各駅停車はすべての駅に停車する（表では省略）。
- 駅番号は、2012年2月上旬から順次導入[45]。
- 武蔵小山駅の上下線と奥沢駅の上り線で列車待避が可能。

| 正式路線名   | 駅番号       | 駅名         | 色           | 駅間キロ     | 累計キロ     | 急行 | 接続路線・備考 | 地上／ 地下                                                                                    | 所在地                                                                                         | 所在地                                                                                         |
| ------------ | ------------ | ------------ | ------------ | ------------ | ------------ | --- | --- | ---------------------------------------------------------------------------------------------- | ---------------------------------------------------------------------------------------------- | ---------------------------------------------------------------------------------------------- |
| 直通運転区間 | 直通運転区間 | 直通運転区間 | 直通運転区間 | 直通運転区間 | 直通運転区間 | 東京メトロ南北線経由 埼玉高速鉄道線（埼玉スタジアム線）浦和美園駅まで 都営三田線西高島平駅まで                                                      | 東京メトロ南北線経由 埼玉高速鉄道線（埼玉スタジアム線）浦和美園駅まで 都営三田線西高島平駅まで                                    | 東京メトロ南北線経由 埼玉高速鉄道線（埼玉スタジアム線）浦和美園駅まで 都営三田線西高島平駅まで | 東京メトロ南北線経由 埼玉高速鉄道線（埼玉スタジアム線）浦和美園駅まで 都営三田線西高島平駅まで | 東京メトロ南北線経由 埼玉高速鉄道線（埼玉スタジアム線）浦和美園駅まで 都営三田線西高島平駅まで |
| 目黒線       | MG01         | 目黒駅       |              | -            | 0.0          | ● | 東京地下鉄： 南北線 (N-01)（直通運転：上記参照） 都営地下鉄： 三田線 (I-01)（直通運転：上記参照） 東日本旅客鉄道： 山手線 (JY 22) | 地下                                                                                           | 東京都                                                                                         | 品川区                                                                                         |
| 目黒線       | MG02         | 不動前駅     |              | 1.0          | 1.0          | ｜ | | 地上                                                                                           | 東京都                                                                                         | 品川区                                                                                         |
| 目黒線       | MG03         | 武蔵小山駅   |              | 0.9          | 1.9          | ● | | 地下                                                                                           | 東京都                                                                                         | 品川区                                                                                         |
| 目黒線       | MG04         | 西小山駅     |              | 0.7          | 2.6          | ｜ | | 地下                                                                                           | 東京都                                                                                         | 品川区                                                                                         |
| 目黒線       | MG05         | 洗足駅       |              | 0.7          | 3.3          | ｜ | | 地下                                                                                           | 東京都                                                                                         | 目黒区                                                                                         |
| 目黒線       | MG06         | 大岡山駅     |              | 1.0          | 4.3          | ● | 東急電鉄： 大井町線 (OM08) | 地下                                                                                           | 東京都                                                                                         | 大田区                                                                                         |
| 目黒線       | MG07         | 奥沢駅       |              | 1.2          | 5.5          | ｜ | 車両基地所在駅 | 地上                                                                                           | 東京都                                                                                         | 世田谷区                                                                                       |
| 目黒線       | MG08         | 田園調布駅   |              | 1.0          | 6.5          | ● | 東急電鉄： 東横線 (TY08) 〈中目黒・渋谷方面〉                                                                                     | 地下                                                                                           | 東京都                                                                                         | 大田区                                                                                         |
| 東横線       | MG08         | 田園調布駅   |              | 1.0          | 6.5          | ● | 東急電鉄： 東横線 (TY08) 〈中目黒・渋谷方面〉                                                                                     | 地下                                                                                           | 東京都                                                                                         | 大田区                                                                                         |
| MG09         | 多摩川駅     |              | 0.8          | 7.3          | ●            | 東急電鉄： 東横線 (TY09)・ 東急多摩川線 (TM01) | 地上 |                                                                                                | 東京都                                                                                         | 大田区                                                                                         |
| MG10         | 新丸子駅     |              | 1.3          | 8.6          | ｜           | 東急電鉄： 東横線 (TY10) | 地上 | 神奈川県                                                                                       | 川崎市 中原区                                                                                  |                                                                                                |
| MG11         | 武蔵小杉駅   |              | 0.5          | 9.1          | ●            | 東急電鉄： 東横線 (TY11)（特急接続） 東日本旅客鉄道： 南武線 (JN 07)・ 横須賀線 (JO 15)・ 湘南新宿ライン (JS 15)・相鉄線直通（ 埼京線直通） (JS 15) | 地上 | 神奈川県                                                                                       | 川崎市 中原区                                                                                  |                                                                                                |
| MG12         | 元住吉駅     |              | 1.3          | 10.4         | ｜           | 東急電鉄： 東横線 (TY12) 車両基地所在駅 | 地上 | 神奈川県                                                                                       | 川崎市 中原区                                                                                  |                                                                                                |
| MG13         | 日吉駅       |              | 1.5          | 11.9         | ●            | 東急電鉄： 東横線 (TY13) 〈横浜方面〉・ 東急新横浜線 (SH03)（直通運転：下記参照） 横浜市営地下鉄： グリーンライン (G10)                             | 地上 | 神奈川県                                                                                       | 横浜市 港北区                                                                                  |                                                                                                |
| 直通運転区間 | 直通運転区間 | 直通運転区間 | 直通運転区間 | 直通運転区間 | 直通運転区間 | 東急新横浜線・ 相鉄新横浜線経由 相鉄本線海老名駅、 相鉄いずみ野線湘南台駅まで                                                                       | 東急新横浜線・ 相鉄新横浜線経由 相鉄本線海老名駅、 相鉄いずみ野線湘南台駅まで                                                     | 東急新横浜線・ 相鉄新横浜線経由 相鉄本線海老名駅、 相鉄いずみ野線湘南台駅まで                  | 東急新横浜線・ 相鉄新横浜線経由 相鉄本線海老名駅、 相鉄いずみ野線湘南台駅まで                  | 東急新横浜線・ 相鉄新横浜線経由 相鉄本線海老名駅、 相鉄いずみ野線湘南台駅まで                  |

1. ↑  西小山駅 - 洗足駅間と洗足駅 - 大岡山駅間に掘割または地上区間あり（踏切はなし）。